# Martina Arroyo
Martina Arroyo (ur. 2 lutego 1937 w Nowym Jorku) – amerykańska śpiewaczka, sopran.

## Życiorys
Jej nauczycielką śpiewu była Marinka Gurewich. Studiowała w Hunter College na City University of New York, w 1956 roku uzyskując tytuł Bachelor of Arts. W 1958 roku wygrała organizowany przez nowojorską Metropolitan Opera konkurs Auditions of the Air i zadebiutowała na scenie w amerykańskiej prapremierze opery Ildebrando Pizzettiego Assassinio nella cattedrale na deskach Carnegie Hall. Od 1959 do 1963 roku występowała w drobnych rolach w Metropolitan Opera, następnie wyjechała do Europy, gdzie w latach 1963–1968 śpiewała w operze w Zurychu. W 1965 roku wróciła na deski Metropolitan Opera, odnosząc sukces w wykonywanej naprzemiennie z Birgit Nilsson tytułowej roli w Aidzie Giuseppe Verdiego. Gościnnie występowała w Covent Garden Theatre w Londynie (od 1968) i w operze w Paryżu (od 1973). W 1989 roku zakończyła karierę sceniczną. Od 1993 roku wykładała na Indiana University w Bloomington.
Wykonywała role w operach m.in. Giuseppe Verdiego, Giacomo Meyerbeera, Giacomo Pucciniego i W.A. Mozarta, w tym Donny Anny w Don Giovannim, Cio-Cio-San w Madame Butterfly i Liu w Turandot. Pojawiała się także w repertuarze współczesnym, wykonując utwory takich kompozytorów jak Edgar Varèse, Luigi Dallapiccola czy Karlheinz Stockhausen. Dokonała licznych nagrań płytowych dla wytwórni RCA, Deutsche Grammophon, Sony i EMI.
Laureatka Kennedy Center Honors (2013).